# Liste der Einträge im National Register of Historic Places in Lexington (Massachusetts)

Lage des Middlesex County in Massachusetts

Die Liste der Einträge im National Register of Historic Places in Lexington in Massachusetts führt alle Bauwerke, National Historic Landmarks und Historic Districts in Lexington auf, die in das National Register of Historic Places aufgenommen wurden.
Die vorliegende Liste wurde aufgrund der Vielzahl an Einträgen in Lexington ausgelagert und ist integraler Bestandteil der Liste der Einträge im National Register of Historic Places im Middlesex County.

## Legende
| NRHP | Historic Place    |
| HD   | Historic District |
| NHL  | Historic Landmark |

## Aktuelle Einträge
| [ 2 ] | Name                            | Bild                            | Eintragsdatum                 | Lage | Ort       | Beschreibung                                                   |
| ----- | ------------------------------- | ------------------------------- | ----------------------------- | --- | --------- | -------------------------------------------------------------- |
| 1     | Buckman Tavern                  | weitere Bilder                  | 15. Okt. 1966 ID-Nr. 66000137 | Hancock St. 42° 26′ 57″ N, 71° 13′ 49″ W                                                                         | Lexington |                                                                |
| 2     | Gen. Samuel Chandler House      | Gen. Samuel Chandler House      | 13. Apr. 1977 ID-Nr. 77000176 | 8 Goodwin Rd. 42° 27′ 4″ N, 71° 13′ 45″ W                                                                        | Lexington |                                                                |
| 3     | Follen Community Church         | Follen Community Church         | 30. Apr. 1976 ID-Nr. 76000242 | 755 Massachusetts Ave. 42° 25′ 47″ N, 71° 12′ 27″ W                                                              | Lexington |                                                                |
| 4     | Franklin School                 | Franklin School                 | 25. Sep. 2009 ID-Nr. 09000437 | 7 Stedman Rd. 42° 25′ 40,5″ N, 71° 13′ 45,7″ W                                                                   | Lexington |                                                                |
| 5     | Hancock School                  | weitere Bilder                  | 22. Aug. 1975 ID-Nr. 75000261 | 33 Forest St. 42° 26′ 50″ N, 71° 13′ 56″ W                                                                       | Lexington |                                                                |
| 6     | Hancock-Clarke House            | weitere Bilder                  | 17. Juli 1971 ID-Nr. 71000895 | 36 Hancock St. 42° 27′ 12,8″ N, 71° 13′ 42,8″ W                                                                  | Lexington |                                                                |
| 7     | Lexington Green                 | weitere Bilder                  | 15. Okt. 1966 ID-Nr. 66000767 | Massachusetts und Hancock Sts. 42° 26′ 58″ N, 71° 13′ 53″ W                                                      | Lexington |                                                                |
| 8     | John Mason House                | John Mason House                | 9. März 1990 ID-Nr. 90000172  | 1303 Massachusetts Ave. 42° 26′ 28″ N, 71° 12′ 54″ W                                                             | Lexington |                                                                |
| 9     | M.H. Merriam and Company        | M.H. Merriam and Company        | 18. Feb. 2009 ID-Nr. 09000033 | 7–9 Oakland St. 42° 26′ 56,1″ N, 71° 13′ 37,3″ W                                                                 | Lexington |                                                                |
| 10    | Metropolitan State Hospital     | Metropolitan State Hospital     | 21. Jan. 1994 ID-Nr. 93001482 | 475 Trapelo Rd. 42° 24′ 14″ N, 71° 12′ 40″ W                                                                     | Lexington | Liegt ebenfalls auf den Stadtgebieten von Belmont und Waltham. |
| 11    | Peacock Farm Historic District  | Peacock Farm Historic District  | 21. Nov. 2012 ID-Nr. 12000949 | 1-6 Compton Cir., 1-5 Mason St., 2-53 Peacock Farm Rd., 4-17 Trotting Horse Dr. 42° 25′ 14,9″ N, 71° 12′ 12,6″ W | Lexington |                                                                |
| 12    | Munroe Tavern                   | weitere Bilder                  | 26. Apr. 1976 ID-Nr. 76000248 | 1314 und 1332 Massachusetts Ave. 42° 26′ 30″ N, 71° 13′ 0″ W                                                     | Lexington |                                                                |
| 13    | Warren E. Sherburne House       | Warren E. Sherburne House       | 2. Dez. 1977 ID-Nr. 77000178  | 11 Percy Rd. 42° 26′ 32″ N, 71° 13′ 13″ W                                                                        | Lexington |                                                                |
| 14    | Simonds Tavern                  | Simonds Tavern                  | 14. Okt. 1976 ID-Nr. 76000251 | 331 Bedford St. 42° 28′ 3″ N, 71° 14′ 36″ W                                                                      | Lexington |                                                                |
| 15    | Six Moon Hill Historic District | Six Moon Hill Historic District | 19. Jan. 2016 ID-Nr. 15000981 | 4, 8 Bird Hill & 1-40 Moon Hill Rds, 16, 24 Swan Ln. 42° 25′ 23″ N, 71° 12′ 41,5″ W                              | Lexington |                                                                |
| 16    | Stone Building                  | Stone Building                  | 30. Apr. 1976 ID-Nr. 76000252 | 735 Massachusetts Ave. 42° 25′ 46″ N, 71° 12′ 26″ W                                                              | Lexington |                                                                |
| 17    | US Post Office-Lexington Main   | US Post Office-Lexington Main   | 26. Juni 1986 ID-Nr. 86001377 | 1661 Massachusetts Ave. 42° 26′ 49″ N, 71° 13′ 32″ W                                                             | Lexington |                                                                |